# Xestia dolosa
Xestia dolosa là một loài bướm đêm thuộc họ Noctuidae (Note that the common name Spotted Cutworm is also used for larvae của Xestia c-nigrum). Nó được tìm thấy ở New Brunswick và đảo Prince Edward to Florida phía tây đến Texas, phía bắc đến North Dakota và Manitoba.
Sải cánh khoảng 40 mm. Con trưởng thành bay từ tháng 5 đến tháng 10 làm hai đợt in the South và từ tháng 7 đến tháng 8 làm một đợt in the North.
Ấu trùng ăn nhiều loại cây trồng, bao gồm barley, clovers, ngô, thuốc là cũng như táo.